# Мцара
Мца́ра (абх. Мҵара; груз. ქვემო მწარა) — село в Абхазии, в Гудаутском районе частично признанной Республики Абхазия, согласно административному делению Грузии — в Гудаутском муниципалитете Абхазской Автономной Республики. Расположено к северо-востоку от райцентра Гудаута в предгорной полосе.
В административном отношении село является административным центром Мцарской сельской администрации (абх. Мҵара ақыҭа ахадара), в прошлом Мцарского сельсовета.

## Географическое положение
Село (администрация) Мцара исторически включает 6 посёлков (абх. аҳабла):
- Адзуста
- Апчалар
- Лашпса
- Маидрос-Яйла (Трыпшаа Руассарта)
- Мсарка
- Чирюта

Посёлки, расположенные ближе к Бзыбскому хребту, традиционно собирательно именуются Верхняя Мцара, более равнинные — Нижняя Мцара.
На севере границей Мцары служит Бзыбский хребет, 
на востоке Мцара граничит с селом Анхуа, 
на юге — с селом Аацы, 
на западе — с посёлками Алдзыхь и Бытха.

## Население
По данным переписи 1959 года, в селе Мцара жило 447 человек (в том числе, в Нижней Мцаре — 348 чел., Верхней Мцаре — 99 чел.), в основном армяне (в Мцарском сельсовете в целом — 1273 человека, также в основном армяне). По данным переписи 1989 года, население Мцарского сельсовета составило 793 человека, в том числе села Мцара —  398 человек (в том числе, в Нижней Мцаре — 254 чел., Верхней Мцаре — 144 чел.), в основном армяне и абхазы По данным переписи 2011 года численность населения сельского поселения (сельской администрации) Мцара составила 383 жителя, из них 88,0 % — армяне (337 человек), 7,6 % — абхазы (29 человек), 3,9 % — русские (15 человек) и 0,5 % — греки (2 человека).
Во второй половине XIX века Мцара, как и другие восточные сёла Бзыбской Абхазии, пострадала от мухаджирства — насильственного выселения абхазского населения в Турцию — в большей степени, нежели селения, расположенные западнее. Из Мцары были выселены все жители, и территория на несколько лет обезлюдела. В 1881 году здесь оседают турецкие армяне.
После возвращения из сталинской депортации часть греков оседает в посёлке Верхняя Мцара.
По данным переписи населения 1886 года в селении Мцара проживало григориан — 499 чел. По сословному делению в Мцаре имелось 499 крестьян. Князей, дворян, представителей православного духовенства и «городских» сословий в Мцаре не проживало.
| Год переписи | Число жителей | Этнический состав                                               |
| ------------ | ------------- | --------------------------------------------------------------- |
| 1886         | 499           | армяне 100%                                                     |
| 1926         | 1269          | армяне 88,9%; русские 3,5%; греки 1,2%                          |
| 1959         | 1273          | армяне (нет точных данных)                                      |
| 1989         | 793           | армяне, греки 25% в пос. Верхняя Мцара                          |
| 2011         | 383           | армяне (88,0 %), абхазы (7,6 %), русские (3,9 %), греки (0,5 %) |

## Интересные факты
Большинство выселенных во время мухаджирства мцарцев осело на северо-западе нынешней Турции, ныне иль Дюздже, округ Меркез, где ими было основано селение, названное в честь родного села в Абхазии — Мцара. Официальное турецкое название села Гювен (тур. Güven). По данным на 2007 год в селе проживает 371 человек.
В 1881 году, с момента расселения в селе армян, Мцара стала первым компактным армянским поселением в Абхазии. В 2004 году в Абхазии отмечалось 125-летие армянского села Мцара.